# Claes Rendahl
Claes Wilhelm Rendahl, född 4 april 1848 i Ölmstads socken, Jönköpings län, död 12 februari 1926 i  Karlstads stadsförsamling, Värmlands län, var en svensk tonsättare, musiklärare och domkyrkoorganist.
Han var far till Ragnar Rendahl.
Rendahl var elev vid Stockholms musikkonservatorium 1867—1872. Han avlade organistexamen 1868 och musikdirektörsexamen 1871. Han var musiklärare vid högre allmänna läroverket i Karlstad 1873 till 1913. År 1877 blev han domkyrkoorganist i Karlstad. År 1901 blev han ordförande i Svenska Allmänna Organist- och kantorsföreningen.
Han komponerade flera piano- och orgelstycken samt en- och flerstämmiga sånger, kantater med mera. Därtill utgav han De antika tonarterna, kritiska studier... af en sanningsvän 1878. Han medverkade också inom kyrkosången, bland annat genom att ge ut flera reviderade utgåvor av Haeffners koralbok från 1819 med transponeringar av flertalet sånger.
Den 29 november 1900 invaldes Rendahl som ledamot nr 502 av Kungliga Musikaliska Akademien. 1922 tilldelades han Litteris et Artibus.

## Musikverk

### Pianoverk
- Sju melodiska tonstycken för piano (1885).

1. Mazurka
2. Humoresk
3. Visa i folkton
4. Bagatelle
5. Polska
6. Mazurka
7. Scherzo

- Frid (1892).

### Arrangemang
- Vermländska låtar, samlade av Nils Keyland.